# Перешкоджання здійсненню виборчого права
Перешкоджання здійсненню виборчого права або права брати участь у референдумі, роботі виборчої комісії або комісії з референдуму чи діяльності офіційного спостерігача — злочин проти виборчих прав громадян, передбачений статтею 157 Розділу V Кримінального кодексу України.
Частина 1 цієї статті передбачає відповідальність за:
1. перешкоджання вільному здійсненню громадянином свого виборчого права,
2. права брати участь у референдумі,
3. перешкоджання діяльності:
  - іншого суб'єкта виборчого процесу,
  - ініціативної групи референдуму,
  - комісії з референдуму,
  - члена виборчої комісії,
  - члена ініціативної групи референдуму,
  - члена комісії з референдуму,
  - офіційного спостерігача

при виконанні ними своїх повноважень,
поєднані з:
1. підкупом,
2. обманом,
3. примушуванням,

а також:
ухилення члена виборчої комісії у роботі комісії без поважних причин. (В цьому полягає об'єктивна сторона злочину).
Перешкоджання тут — це активний вплив на волю особи з метою примусити її відмовитися від участі у виборах або змінити зміст свого волевиявлення. Така протидія може мати місце як під час голосування, так і в період всієї виборчої кампанії. Способи перешкоджання можуть бути різними — насильство, обман, погрози, підкуп та ін. Інший спосіб перешкоджання — це, наприклад, ненадання приміщення для зборів виборців або неповідомлення про зміну часу зустрічі з кандидатом, необґрунтована відмова депутату виступити на телебаченні зі своєю програмою тощо.
Безпосереднім об'єктом злочину є передбачене статтею 38 Конституції України право громадян брати участь в управлінні державними справами, у всеукраїнському та місцевих референдумах, вільно обирати і бути обраним до органів державної влади та органів місцевого самоврядування.
Суб'єктивна сторона злочину — прямий умисел. Мотиви й мета можуть бути різними і на кваліфікацію не впливають.
Суб'єкт злочину — особа, яка досягла 16-ти років.
Кваліфіковані ознаки злочину передбачені частинами 2, 3, 4 статті 157:
1. Діяння поєднані із застосуванням насильства, знищенням чи пошкодженням майна, погрозою застосування насильства або знищення чи пошкодження майна;
2. Діяння, вчинені за попередньою змовою групою осіб або членом виборчої комісії чи іншою службовою особою з використанням свого службового становища;
3. Втручання службової особи з використанням службового становища у здійснення виборчою комісією чи комісією з референдуму їх повноважень, установлених законом, вчинене шляхом незаконної вимоги чи вказівки з метою вплинути на рішення виборчої комісії чи комісії з референдуму.